# میدان گهواره

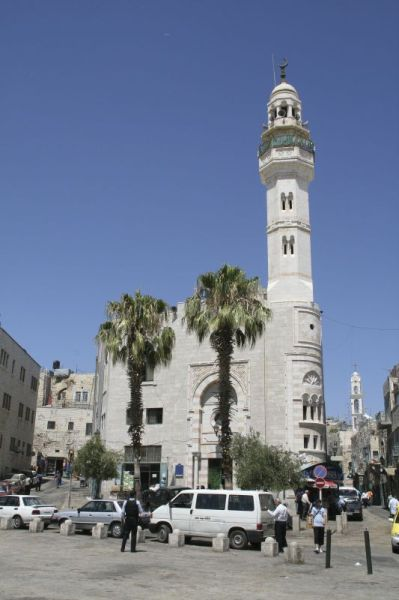
میدان منگر، در بیت لحم مرکزی

میدان گهواره (عربی: میدان المهد ; عبری: כיכר האבוס‎ میدان شهری در مرکز بیت لحم در فلسطین است. نام خود را از مهد جایی که گفته می‌شود عیسی در آن متولد شده‌است، گرفته‌است که طبق سنت مسیحی، در غار عیسی مسیح واقع شده‌است، که از قرن چهارم در کلیسای عیسی مسیح نگهداری می‌شود. یک ساختمان خاص در میدان منگر، مسجد عمر، تنها مسجد شهر قدیمی و مرکز صلح فلسطین است. خیابان‌هایی که به میدان منتهی می‌شوند مربوط به مذهب مسیحیت هستند، مانند خیابان النجمه و خیابان تولد.
در سال‌های ۱۹۹۸–۱۹۹۹، این میدان برای رفع ازدحام ترافیک بازسازی شد و اکنون تا حد زیادی فقط برای پیاده‌روی است. این مکان عمدتاً محل ملاقات مردم محلی و زائران متعدد شهر است. ردیف‌هایی از درختانداغداغان وجود دارد که برای مردمش سایه می‌دهد، نیمکت‌ها و فواره‌هایی که از سنگ‌آهک محلی به رنگ سفید متمایل به زرد ساخته شده‌اند که به مرمر نقاب معروف است.

## جشن‌های کریسمس

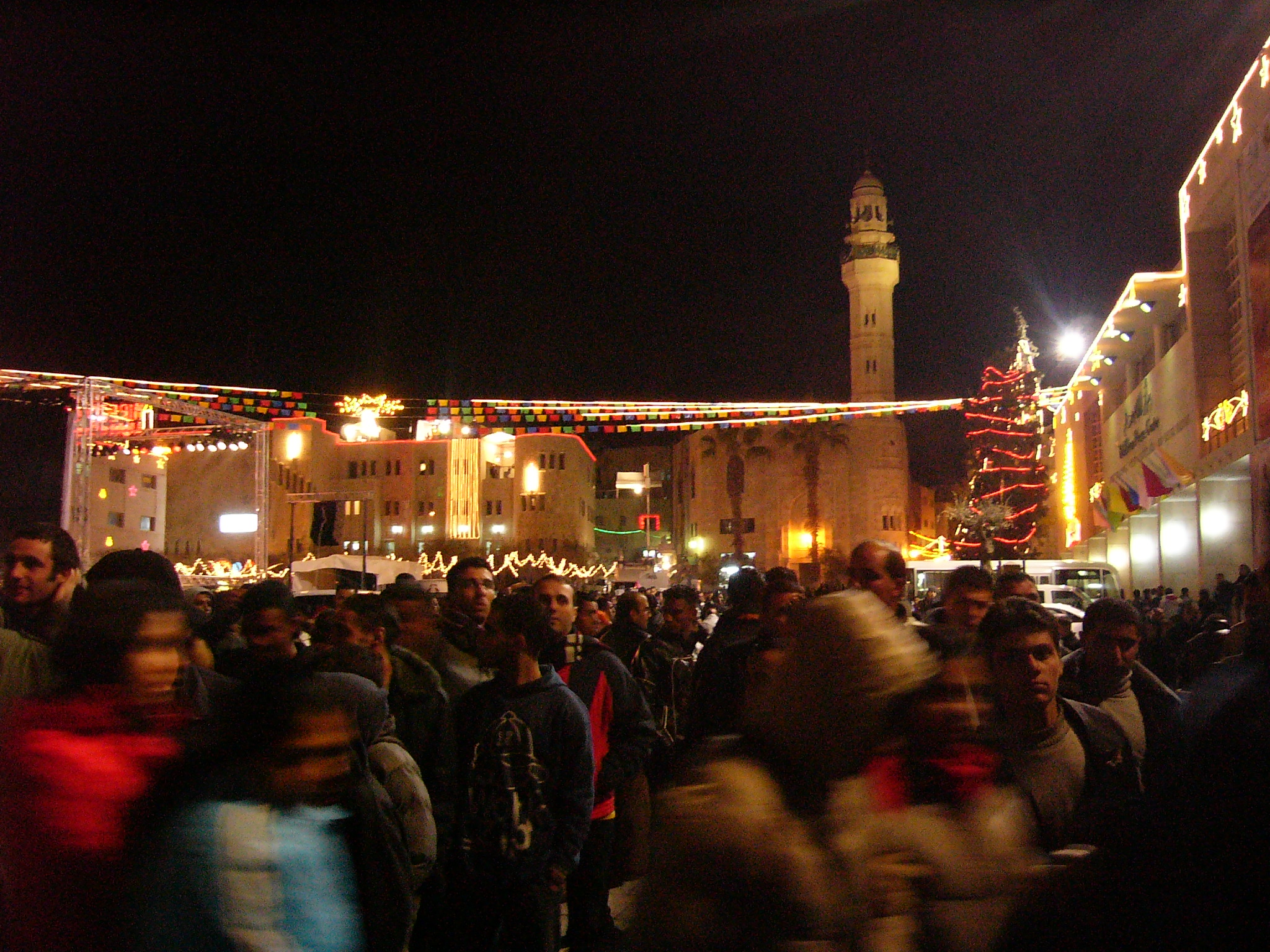
شب کریسمس ۲۰۰۶ در میدان منگر.

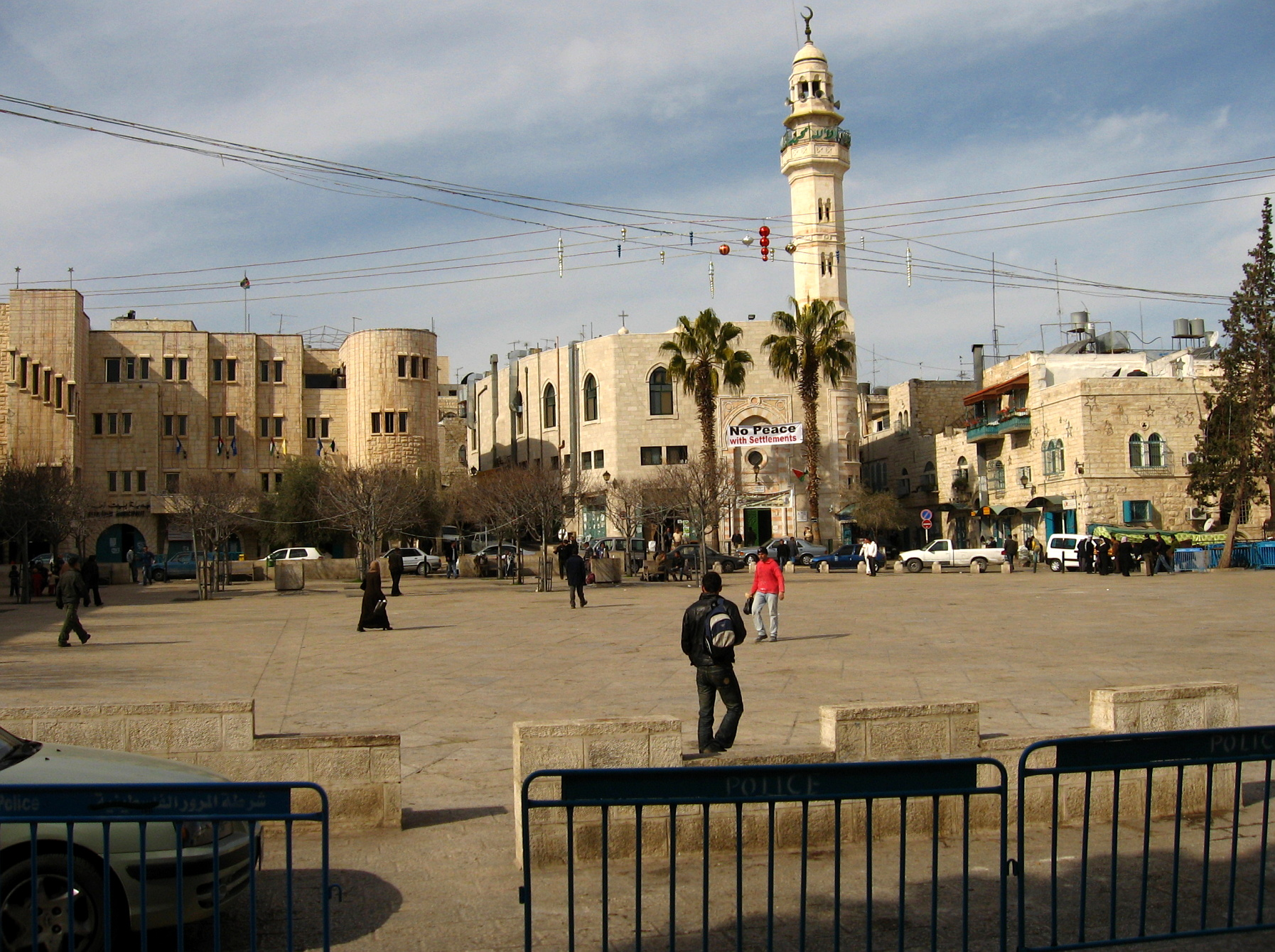
میدان گهواره و مسجد عمر.

میدان منگر یک نقطه کانونی برای تمام جشن‌های کریسمس در بیت‌لحم است، با درخت کریسمس غول‌پیکری که تاج این میدان را بر عهده دارد. این مکان سنتی است که در آن مردم محلی و زائران سرودهای کریسمس را قبل از نماز نیمه شب در کلیسای عیسی مسیح می‌خوانند. پاتریارک ارتدکس یونانی اورشلیم و کلیسای حواری ارمنی از تقویم ژولیان پیروی می‌کنند، در حالی که کلیسای کاتولیک رومی از تقویم مدرن گریگوری پیروی می‌کند؛ بنابراین مراسم شب کریسمس برای اعترافات شرقی و غربی در روزهای مختلف برگزار می‌شود. کلیسای کاتولیک رومی جشن میلاد مسیح را در ۲۵ دسامبر جشن می‌گیرد. جشن‌های ارتدکس در ۷ ژانویه برگزار می‌شود.

## محل برگزاری فعالیت‌های ورزشی و فرهنگی
در ۲۱ آوریل ۲۰۱۳، میدان منگر خط شروع و پایان ماراتن فلسطین بود.

## محاصره کلیسای عیسی مسیح

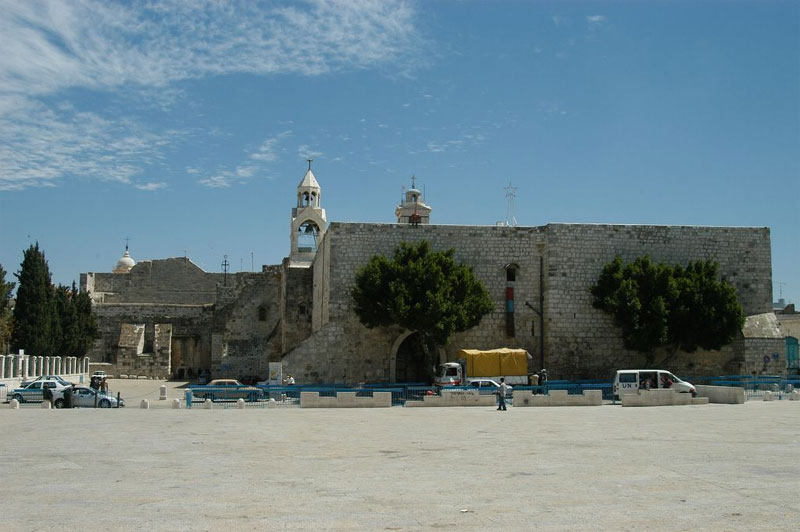
یک کلیسا در فلسطین اشغالی

در می ۲۰۰۲، در جریان حمله نیروهای دفاعی اسرائیل به میدان بخشی از عملیات سپر دفاعی، تعدادی از مردم محلی (که برخی از آنها مسلح بودند) و فعالان صلح به کلیسای مهد پناه بردند. این محل به محل توقف پنج هفته ای تبدیل شد. تعداد افراد داخل آن بین ۱۲۰ تا ۲۴۰ تخمین زده شده‌است. فلسطینی‌ها ادعا کردند که چند فلسطینی داخل محوطه کلیسا در جریان محاصره توسط تک تیراندازان اسرائیلی به ضرب گلوله کشته شدند. محاصره با توافق برای اعزام ۱۳ شبه نظامی از طریق قبرس به کشورهای مختلف اروپایی و ۲۶ نفر دیگر برای اعزام به غزه پایان یافت. بقیه آزاد شدند. ارتش اسرائیل اعلام کرد که ۴۰ دستگاه انفجاری پیدا شده و پس از پایان درگیری از محوطه خارج شده‌است.